# Faheem Khan
Pour les articles homonymes, voir Khan (homonymie).
Abdul Faheem Khan, né le 10 octobre 1970 à Hong Kong, est un joueur de squash représentant Hong Kong. Il atteint en mars 1994, la 21e place mondiale, son meilleur classement. Il est champion d'Asie en 1992 et champion de Hong Kong à 12 reprises entre 1991 et 2002, un record.
Après sa retraite sportive, il devient entraîneur national et il est désigné par la fédération asiatique Coach of the year en 2016.

## Palmarès

### Titres
- Championnats d'Asie : 1992
- Championnats de Hong Kong : 12 titres (1991-2002)

### Finales
- Championnats d'Asie : 1996
- Championnats d'Asie par équipes : 2 finales (1992, 1996)